# Luis de Zúñiga y Requesens

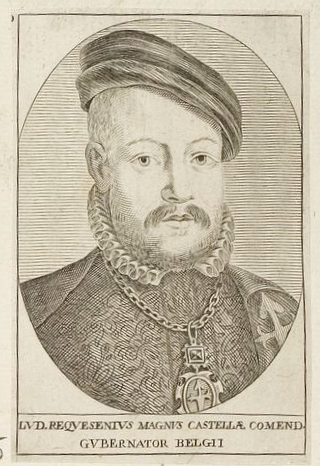
Luis de Zúñiga y Requesens

Luis de Requesens, in Johannes Gysius (-1652): Oorspronck ende voortgang der Neder-landtscher beroerten, 1616

Luis de Zúñiga y Requesens

Don Luis de Zúñiga y Requesens (* 25. August 1528 in Barcelona; † 5. März 1576 in Brüssel) entstammte dem katalanischen Hochadel und war ein Sohn von Juan de Zúñiga y Avellaneda (1490–1546) und Estefania de Requesens i Roís de Liori (1501/1504–1549), Baronessa de Castellvell i de Molins de Rei. Juan de Zúñiga y Avellaneda war der Haushofmeister und Erzieher des späteren spanischen Königs Philipp II. Luís de Zúñiga y Requesens führte später auf Wunsch seiner Eltern den Familiennamen seiner Mutter.
1546 trat Luis de Zúñiga y Requesens in den Santiago-Orden ein. Von 1547 bis 1549 hielt er sich im Gefolge Karls V. in Deutschland und in den Niederlanden auf. 1552 kommandierte er als Generalkapitän die Mittelmeerflotte des Santiago-Ordens. Seit 1561 war Requesens Gesandter in Rom und beeinflusste die Frankreichpolitik des Papstes Pius IV. 1568 wurde er Berater von Philipps II. Halbbruder Juan de Austria. Gemeinsam schlugen sie von 1569 bis 1571 die Aufstände der Morisken in Granada nieder. Am 7. Oktober 1571 nahm Requesens als Generalleutnant unter Juan de Austrias Kommando an der Seeschlacht von Lepanto teil. Im Dezember 1571 wurde er zum Gouverneur des Herzogtums Mailand ernannt. Seine dortige Regierung war durch die scharfen Auseinandersetzungen mit Carlo Borromeo, dem damaligen Erzbischof von Mailand, geprägt.

## Statthalter der Niederlande
Philipp II. von Spanien ernannte Requesens am 17. Oktober 1573 zum Statthalter der Niederlande. Der spanische König hatte das Scheitern seines bisherigen Statthalters Fernando Álvarez de Toledo, Herzog von Alba, eingesehen und erhoffte sich nun von Requesens neue Impulse, obwohl er seine königlichen Vorgaben für die niederländische Politik kaum änderte. Einen Monat nach seiner Ernennung traf Requesens in den Niederlanden ein und versuchte sich mit den Aufständischen zu verständigen. Alle Aufständischen, die bereit seien, zum katholischen Glauben zurückzukehren, sollten amnestiert und straffrei bleiben. Die Provinzialstaaten von Holland und Zeeland tagten in Rotterdam und lehnten Requesens' Angebot ab. Stattdessen verlangten die Provinzialstaaten den Abzug der spanischen Truppen aus den Niederlanden. Requesens verweigerte dies. Nachdem er überdies von den Niederlanden 2.000.000 Gulden jährliche Steuern eingefordert hatte, verhärteten sich die Fronten erneut.
1574 standen in den Niederlanden 86.000 Mann spanische Truppen. Für den monatlichen Unterhalt benötigte Philipp II. 1.200.000 Gulden. Diese Kosten überstiegen die Einkünfte Spaniens einschließlich der aus den amerikanischen Kolonien beträchtlich.
Am 29. Januar 1574 verloren die Spanier gegen die aufständischen Wassergeusen die Schlacht bei Reimerswaal (Scheldemündung); infolgedessen wurde die bisher belagerte Stadt Middelburg am 9. Februar an Wilhelm von Oranien übergeben. Jedoch errang am 14. April 1574 Requesens einen Sieg über das Heer Wilhelms in der Schlacht auf der Mooker Heide. Wilhelms Brüder Heinrich und Ludwig von Nassau-Dillenburg fielen hier.
Aufgrund ausbleibender Soldzahlungen begannen die spanischen, wallonischen und deutschen Söldner im Heer Requesens' am 20. April 1574 zu meutern. Die Meuterer zogen plündernd und vergewaltigend nach Antwerpen. Requesens konnte die Ausschreitungen der Söldner nicht unterbinden. Um den ausstehenden Sold zahlen zu können, verhandelte er unter Hinweis auf die drohende Plünderung mit den Stadträten Antwerpens. Die Stadt musste den Spaniern 500.000 Gulden zahlen. Weil Geldmittel in dieser Größenordnung nicht flüssig waren, erhielten die Söldner ersatzweise Seide und wertvolles Tuch. Requesens begnadigte die Meuterer. Am 30. Mai 1574 fand zur Versöhnung ein Dankgottesdienst mit anschließendem Ess- und Trinkgelage statt. Die Rechnung zahlten die Antwerpener Bürger. Während dieser Feier überfielen die Wassergeusen den Hafen von Antwerpen und vernichteten einen Teil der dort ankernden spanischen Flotte.
Im September 1574 eroberten osmanische Soldaten die Stadt Tunis. Die Spanier hatten damit zwei Kriegsschauplätze. Am 3. Oktober 1574 befreiten die Wassergeusen die Stadt Leiden; die Spanier erlitten dabei eine verlustreiche Niederlage. Philipp II. ermächtigte daraufhin Requesens, Friedensverhandlungen mit den Generalstaaten zu führen. Am 3. März 1575 begannen die Friedensverhandlungen in Breda. Spanien verlangte erneut die Rückkehr der Niederlande zum katholischen Glauben. Allerdings versprach man den Katholiken die Rückerstattung des während der Statthalterschaft Albas (1566–1573) konfiszierten Vermögens. Die Protestanten jedoch sollten nach spanischer Vorstellung in den nächsten sechs Monaten auswandern, des Weiteren sollte ihnen eine Frist von acht bis zehn Jahren zum Verkauf ihres Besitzes in den Niederlanden gewährt werden. Bereits am 13. Juli 1575 wurden die Verhandlungen ergebnislos beendet.
Während des Jahres 1575 näherten sich Spanien und England kurzzeitig an. Gemäß einer Verabredung ließ die englische Königin Elisabeth I. die englischen Häfen für die niederländischen Rebellen sperren. Auf der anderen Seite hatte Requesens die katholischen Flüchtlinge Englands aus den Niederlanden zu vertreiben. Diese englischen Emigranten fanden in Reims eine neue Heimat.
Am 1. September 1575 erklärte Philipp II. den Staatsbankrott Spaniens. Trotzdem begann Requesens am 28. September 1575 mit der Belagerung von Zierikzee. Außerdem ließ er die Städte Schouwen und Duiveland besetzen.
Immerhin erkannte Requesens offenbar die aussichtslose Lage Spaniens in den Niederlanden. An seinen Bruder Juan de Zúñiga schrieb er im November 1575:
Der Staatsbankrott habe „der Börse von Antwerpen einen solchen Schlag versetzt, dass niemand bei ihr mehr für kreditwürdig gehalten wird. Ich kann nicht einen Pfennig auftreiben noch eine Möglichkeit sehen, wie der König Geld hierherschicken könnte. Wenn nicht ein Wunder geschieht, wird der gesamte militärische Apparat so rasch auseinanderfallen, dass ich höchstwahrscheinlich keine Zeit haben werde, dich davon in Kenntnis zu setzen.“
Requesens wurde Anfang März 1576 wegen einer Meuterei in der spanischen Armee nach Brüssel zurückgerufen. Auf den Weg dorthin erkrankte er an einem heftigen Fieber, an dessen Folgen er wenig später am 5. März 1576 in Brüssel verstarb.
Der Staatsrat übernahm die Regierungsgeschäfte kommissarisch bis zur Ankunft des neuen Statthalters in den Niederlanden. Die Verteidiger von Zierikzee mussten am 29. Juni 1576 kapitulieren, ihre Stadt wurde sofort nach der Einnahme durch die Spanier geplündert. Der Staatsrat in Brüssel verlor die Kontrolle über seine Truppen. Die spanische Armee, die jetzt ohne Führung und Sold blieb, verlor jegliche Disziplin und zog als „Spanische Furie“ plündernd durch die Niederlande. Am 4. September 1576 fand in Brüssel ein antispanischer Aufstand statt; vom 4. bis 6. November 1576 wurde Antwerpen erneut von den Spaniern geplündert. Am 5. November 1576 traf der neue Statthalter Juan de Austria in den Niederlanden ein und übernahm sofort die Amtsgeschäfte.